# Ranunculus chius
Ranunculus chius är en ranunkelväxtart som beskrevs av Dc.. Ranunculus chius ingår i släktet ranunkler, och familjen ranunkelväxter. Inga underarter finns listade i Catalogue of Life.